# Armada Imperial de Manchukuo
La Armada Imperial de Manchukuo (en chino, 満州帝國海軍 Mǎnzhōu Dìguó Hǎijūn) fue la marina de guerra del estado títere japonés de Manchukuo. Como Manchukuo era un estado en gran medida sin litoral, la dirección del ejército japonés Kwantung considera el desarrollo de una marina para tener una prioridad militar muy baja, a pesar de que era políticamente conveniente crear al menos una fuerza nominal como un símbolo de la legitimidad del nuevo régimen.

## Historia

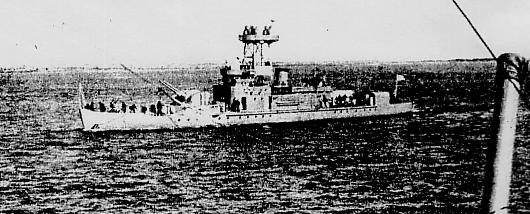
destructor Hai Feng

Cuando el ejército imperial japonés invadió Manchuria en 1931, fueron acompañados por un destacamento de la Armada Imperial Japonesa, que respaldó la defensa costera. Sin embargo, el principal requisito de guerra, para Manchuria fue la defensa de su extenso sistema de ríos fronterizos con la Unión Soviética. Inmediatamente después del incidente de Manchuria de 1931, la Flota Naval Japonesa en concreo el Escuadrón Noreste al mando de Shen Hung-Lieh y el comandante de la Flota Hsien Kung-che se reunieron con el ministro de Manchukuo Yin Tsu-Ch'ien y acordaron entregar de su flota de cinco barcos de guerra fluviales. Esta flotilla forman el núcleo de la Flota de Defensa del río Sungari (江防 舰队) en el marco del Estado de Manchuria.
La Armada Imperial de Manchukuo se estableció formalmente el 15 de abril de 1932, por la proclamación de la "Ley de las Fuerzas Armadas Manchukuoan" por el emperador Pu Yi, quien también asumió el papel de comandante supremo. El buque insignia de la flota era el destructor Hai Wei, ex Kashi, un destructor de clase Momo de la Armada Imperial Japonesa. Sin embargo, la defensa costera de Manchukuo permanecido en gran medida en manos de la Marina Imperial Japonesa.
La Flota Sungari se activa en el Sungari, Amur y Ussuri ríos a partir de 1933, y recibió cañoneras adicionales de Japón. Sin embargo, resultó completamente inadecuado durante la Pacificación de Manchukuo, y el japonés creado numerosos programas de formación en un intento de aumentar sus capacidades. Reserva o retirados japoneses fueron asignados a la Flota del Sungari, y cadetes Manchukuo fueron enviados a estudio de la navegación y artillería en la Academia de la Marina Imperial Japonesa.
En noviembre de 1938, las unidades de la Marina Imperial de Japón fueron retiradas de Manchukuo, aparentemente porque los niveles de formación de la Armada Imperial de Manchukuo se había elevado a niveles aceptables, pero en realidad a causa del conflicto político en curso entre el ejército y la marina japonesa sobre quién tenía el control de Manchuria. En noviembre de 1939 la armada entró oficialmente bajo el control del Ejército Imperial de Manchukuo, y pasó a denominarse Grupo de Río (江 上 军).
En 1942, la mayor parte del resto del personal japonés para servir con el Grupo de Río se retiraron también. Como la mitad de su clase de oficiales era japonés, este dejó una enorme brecha en las capacidades y el desempeño del Grupo de Río se deterioró rápidamente. Muchos barcos se convirtió en inoperable, y sus cañones antiaéreos fueron desmontados y utilizados en las operaciones en tierra. En el momento de la invasión soviética de Manchuria, el Grupo de Río fue completamente sin preparación para el combate, y se desintegró en la cara de las fuerzas soviéticas abrumadoramente superior.

## Unidades de la Armada Imperial de Manchukuo

### Fuerzas de defensa costera
- Cuartel general: Base naval de Yingkou, Fengtieng
- Base secundaria: Base naval de Hulutao, Fengtieng
  - Buque insignia: DD Hai Wei

- 2ª División de patrulla (mar)
  - YP Hai Lung
  - YP Hai Feng
  - YP Li Sui
  - YP Lin Chi

- 3ª División de patrulla (mar)
  - YP Kuan Ning
  - YP Kuan Ching
  - YP Chian Tung

- 4ª División de patrulla (mar)
  - YP Hai Kuang
  - YP Hai Jui
  - YP Hai Jung
  - YP Hai Hua

- 5ª División de patrulla (mar)
  - YP Daichii
  - YP Kaihen
  - YP Kaini
  - YP Ta Tung
  - YP Li Ming

### Patrulla de defensa fluvial de la Armada de Manchukuo
- Base de Yingkou y Antung, Fengtieng
- 1ª división de Patrulla (rioi Sungari)
  - PR Ting Pien
  - PR Ching Hen
  - PR Shun Tien
  - PR Yan Ming